# Vikens landskommun
Vikens landskommun var en tidigare kommun i dåvarande Malmöhus län.

## Administrativ historik
Kommunen bildades i Vikens socken i Luggude härad i Skåne när 1862 års kommunalförordningar trädde i kraft. 
I kommunen inrättades 7 oktober 1921 Vikens municipalsamhälle.
Vid kommunreformen 1952 uppgick kommunen med municipalsamhället i Väsby landskommun som 1971 uppgick i Höganäs kommun.

## Politik

### Mandatfördelning i Vikens landskommun 1938-1946
| 6 | 14 |

| 19 |

| 7 | 13 |

| 20 |

| 8 | 6 | 6 |

| 20 |